# Тверской театр юного зрителя
Тверской театр юного зрителя (ТТЮЗ) — театр юного зрителя в Твери, государственное областное учреждение культуры, ориентированный на детей, один из многих построенных в годы советской власти.

## История
Тверской областной театр юного зрителя был образован в 1932 году. В конце 1930-х годов тверской областной театр юного зрителя был признан одним из лучших театров СССР и принял участие в заключительном туре 1-го Всесоюзного смотра театров юного зрителя.
В июле 1941 году в связи с началом Великой Отечественной войны Тверской областной театр юного зрителя был эвакуирован в Саратов. Театр открылся вновь в 1960 году в здании — памятнике архитектуры XVIII века, которое занимает и поныне. Тверской областной театр юного зрителя в 1960 году возглавил Н. Маршак. В труппу того времени влилась большая группа молодых актёров, выпускников театральной студии при Ленинградском ТЮЗе. В конце 1960-х годов Тверским областным театром юного зрителя руководил Р. Виктюк, событием стал его спектакль «Коварство и любовь» по пьесе Ф. Шиллера. В разное время коллектив театра возглавляли режиссёры Л. Ящинина, В. Антонов, В. Хлестов, В. Богатырев, С. Кузьмин, Л. Лелянова, В. Лымарев; спектакли оформляли художники: А. Бриклин, И. Сосунов, М. Тихомиров, Я. Зейде, А. Иванов, Е. Бырдин; среди ведущих артистов — М. Бурмистрова, М. Петрова, К. Крайнов, М. Миронова, О. Солодухина, В. Яковлев. Тверской областной театр юного зрителя — участник фестивалей «Радуга» в Санкт-Петербурге, «Театр детства и юности — XXI век» в Воронеже, фестиваля камерных спектаклей по произведениями Ф. М. Достоевского в Старой Руссе, Московского международного фестиваля Камерных театров «Славянский венец». Тверской областной театр юного зрителя получал награды в разных номинациях.

## Труппа
- Виктор Александрович Дегтярёв, заслуженный артист России
- Галина Михайловна Лебедева, заслуженная артистка России
- Генрих Арменович Казарьян, заслуженный артист России
- Александр Евгеньевич Евдокимов, заслуженный артист России
- Александр Борисович Романов, заслуженный артист России
- Ольга Марковна Лепоринская, заслуженная артистка России
- Людмила Сергеевна Алексеева
- Дарья Андреевна Астафьева
- Константин Петрович Григорьев
- Андрей Вячеславович Иванов
- Андрей Михайлович Иванов
- Иван Владимирович Иванов
- Игорь Анатольевич Лебедев
- Надежда Александровна Мороз
- Константин Игоревич Павлов
- Татьяна Владимировна Романова
- Галина Игоревна Сергеева
- Елена Борисовна Соколова
- Марина Николаевна Федотенкова
- Дмитрий Васильевич Фёдоров
- Елена Владимировна Фомина
- Михаил Юрьевич Хомченко
- Сергей Михайлович Зюзин
- Сергей Александрович Грищенко
- Инна Владимировна Волкова
- Иван Михайлович Жамойтин
- Владимир Владимирович Крылов
- Виктория Андреевна Бакластова
- Анастасия Александровна Божатова
- Алексей Владимирович Пучков
- Ангелина Андреевна Аладова
- Роман Сергеевич Клоков
- Диана Ильгизовна Бадагиева

## Репертуар
Большая сцена:
- Максим Черныш «Пустота» (16+) Театральный ситком. Режиссёр — Т.Баталов
- Жан-Батист Мольер «Тартюф» (16+) Комедия в двух действиях. Режиссёр — Р.Феодори
- Иоганн Вольфганг Гёте «Фауст. Первый опыт» (16+) Трагедия. Режиссёр — Р.Феодори
- Драматург Сергей Давыдов. «Тверь — Тверь» (16+) Документальный спектакль. Режиссёр — Е.Бондарь
- Уильям Шекспир «Король Лир» (16+) Трагедия. Режиссёр — Н.Лапина
- Юлия Тупикина «Вдох-выдох» (16+) #НеДрама. Режиссёр — Р.Каганович
- Марина Крапивина «Тайм-аут» (16+) Трагикомедия. Режиссёр — заслуженный артист РФ В.Скворцов
- Наталья Серова «Встреча» (16+) Спектакль-посвящение. Режиссёр — Т.Кузьмин
- Николай Гоголь (инсценировка М.Булгакова) «Мёртвые души» (14+) Режиссёрская версия текста Н. Лапиной. Режиссёр — Н.Лапина
- Денис Фонвизин «Недоросль» (12+) Комедия из прошлого о настоящем. Режиссёр — А. Халилуллин
- Иван Иванов «Прыгучий Мышонок» (6+) Легенда индейцев племени Шайенов. Режиссёр — Л. Лелянова
- Василий Тонковидов, Евгений Зимин «Карлик Нос» (6+) Мюзикл по мотивам сказки Вильгельма Гауфа. Режиссёр — Евгений Зимин
- Джанни Родари (инсценировка А. А. Горбатого) «Путешествие Голубой стрелы» (6+) Спектакль для всей семьи. Режиссёр — А.Горбатый-мл.
- Иван Крылов «Басни» (6+) Сценическая фантазия для пяти масок, двух шаров и стаи диодов. Режиссёр — Д.Романов
- Даниил Хармс «Удивительная кошка, или Полёт в небеса» (6+) Спектакль-бродилка. Режиссёр — Л.Гарина
- Михаил Бартенев «Про Иванушку-дурачка» (6+) Дуракаваляние с перерывом. Режиссёр — заслуженный артист России А.Евдокимов
- Александр Пушкин «Сказка о царе Салтане» (6+) Спектакль в двух действиях. Режиссёр — Е.Зимин
- Ольга Гурфова «Красавица и Чудовище» (3+) Музыкальная сказка. Режиссёр — И.Зубжицкая
- Корней Чуковский «Чуковский и все-все-все» (3+) Музыкально-пластический спектакль. Режиссёр — В.Любский 

Камерная сцена:
- Нина Садур «Ехай» (16+) Притча. Режиссёр — М.Кабакова
- Роберт Рождественский, Микаэл Таривердиев «Ожидание» (14+). Поэтический театр. Режиссёр — заслуженный артист России А.Романов
- Алексей Пучков (по дневникам и творчеству О.Берггольц) «Ленинградская Мадонна» (14+) Откровение в одном действии. Режиссёр — А.Пучков
- Михаил Бартенев, Андрей Усачёв «Бык, Осёл и Звезда» (6+) Рождественская история (по Жюлю Супервьелю). Режиссёр — заслуженный артист России А.Евдокимов
- Ханс Кристиан Андерсен (инсценировка А. Б. Романова) «Снеговик» (6+) Зимняя история. Режиссёр — заслуженный артист России А.Романов
- Владимир Орлов «Золотой цыплёнок» Музыкальная сказка для детей в одном действии. Режиссёр — И.Кондрашова
- Михаил Бартенев, Андрей Усачёв «Загадка Курочки Рябы» (3+). Международная сказка. Режиссёр — заслуженный артист России А.Романов
- Сергей Козлов «Ромашка» (3+) Сказка о маленьком чуде. Режиссёр — заслуженный артист России А.Евдокимов
- Светлана Медведева «Волшебный колпак» (0+) На основе японской народной сказки «Колпак Чуткие Уши». Режиссёр — С.Медведева 

Экспериментальная сцена:
- Венедикт Ерофеев «Москва-Петушки» (18+) Трагическая буффонада. Режиссёры — С.Зюзин и С.Ковалёв
- Александр Романов (по воспоминаниям Э.Пиаф) «Я ни о чём не жалею. Пиаф» (16+) Сентиментальный театр. Режиссёр — заслуженный артист России А.Романов
- Борис Васильев «Завтра была война» (12+) Неоконченная повесть в двух действиях. Режиссёр — Е.Зимин
- Вероника Вигг «Сны о кошках и мышах» (6+) Спектакль-сновидение по мотивам Уэльских сказок и пособиям по воспитанию животных и детей. Режиссёр — В.Вигг

## Награды
- Благодарность Президента Российской Федерации (23 февраля 2018 года) — за заслуги в развитии отечественной культуры и искусства, многолетнюю плодотворную деятельность[1].